# تولد یک پولدار
تولد یک پولدار (کره‌ای: 부자의 탄생) یک مجموعه تلویزیونی کره جنوبی سال ۲۰۱۰ با بازی جی هیون-وو، لی بو یونگ، لی شی-یونگ و نام گونگ مین است. این مجموعه از ۱ مارس تا ۴ مه ۲۰۱۰، روزهای دوشنبه و سه‌شنبه ساعت ۲۱:۵۵ (کی‌اس‌تی) از کی‌بی‌اس۲ برای ۲۰ قسمت پخش شد.